# Vijayapuri North
Vijayapuri North è una suddivisione dell'India, classificata come census town, di 19.333 abitanti, situata nel distretto di Nalgonda, nello stato federato del Telangana. In base al numero di abitanti la città rientra nella classe IV (da 10.000 a 19.999 persone).

## Società

### Evoluzione demografica
Al censimento del 2001 la popolazione di Vijayapuri North assommava a 19.333 persone, delle quali 10.081 maschi e 9.252 femmine. I bambini di età inferiore o uguale ai sei anni assommavano a 1.952, dei quali 982 maschi e 970 femmine. Infine, coloro che erano in grado di saper almeno leggere e scrivere erano 13.910, dei quali 8.144 maschi e 5.766 femmine.